# Open du Pays d'Aix
L'Open du Pays d'Aix è un torneo professionistico maschile di tennis giocato su campi in terra rossa. Fa parte dell'ATP Challenger Tour e si gioca annualmente dal 2014 al Country Club Aixois di Aix-en-Provence, in Francia.

## Albo d'oro

### Singolare
| Anno | Campione          | Finalista           | Punteggio           |
| ---- | ----------------- | ------------------- | ------------------- |
| 2025 | Borna Ćorić       | Stan Wawrinka       | 6(5)–7, 6–3, 7–6(4) |
| 2024 | Alejandro Tabilo  | Jaume Munar         | 6–3, 6–2            |
| 2023 | Andy Murray       | Tommy Paul          | 2–6, 6–1, 6–2       |
| 2022 | Benjamin Bonzi    | Grégoire Barrère    | 6–2, 6–4            |
| 2021 | Carlos Taberner   | Manuel Guinard      | 6–2, 6–2            |
| 2020 | Oscar Otte        | Thiago Seyboth Wild | 6–2, 6(4)–7, 6–4    |
| 2019 | Pablo Cuevas      | Quentin Halys       | 7–5, 3–6, 6–2       |
| 2018 | John Millman      | Bernard Tomić       | 6–1, 6–2            |
| 2017 | Frances Tiafoe    | Jérémy Chardy       | 6–3, 4–6, 7–6(5)    |
| 2016 | Thiago Monteiro   | Carlos Berlocq      | 4–6, 6–4, 6–1       |
| 2015 | Robin Haase       | Paul-Henri Mathieu  | 7–6(1), 6–2         |
| 2014 | Diego Schwartzman | Andreas Beck        | 6(4)–7, 6–3, 6–2    |

### Doppio
| Anno | Campioni                           | Finalisti                                    | Punteggio           |
| ---- | ---------------------------------- | -------------------------------------------- | ------------------- |
| 2025 | Robert Cash James Tracy            | Théo Arribagé Hugo Nys                       | 7–5, 7–6(5)         |
| 2024 | Luke Johnson Skander Mansouri      | Diego Hidalgo Cristian Rodríguez             | 6–3, 6–3            |
| 2023 | Jason Kubler John Peers            | Nuno Borges Francisco Cabral                 | 6(5)–7, 6–4, [10–7] |
| 2022 | Titouan Droguet Kyrian Jacquet     | Nicolás Barrientos Miguel Ángel Reyes Varela | 6–2, 6–3            |
| 2021 | Sadio Doumbia Fabien Reboul        | Robert Galloway Alex Lawson                  | 6(4)–7, 7–5, [10–4] |
| 2020 | Andrés Molteni Hugo Nys            | Ariel Behar Gonzalo Escobar                  | 6–4, 7–6(4)         |
| 2019 | Kevin Krawietz Jürgen Melzer       | Frederik Nielsen Tim Pütz                    | 7–6(5), 6–2         |
| 2018 | Philipp Petzschner Tim Pütz        | Guido Andreozzi Kenny de Schepper            | 6(3)–7, 6–2, [10–8] |
| 2017 | Wesley Koolhof Matwé Middelkoop    | Andre Begemann Jérémy Chardy                 | 2–6, 6–4, [16–14]   |
| 2016 | Oliver Marach Philipp Oswald       | Guillermo Durán Máximo González              | 6–1, 4–6, [10–7]    |
| 2015 | Robin Haase Aisam-ul-Haq Qureshi   | Nicholas Monroe Artem Sitak                  | 6–1, 6–2            |
| 2014 | Diego Schwartzman Horacio Zeballos | Andreas Beck Martin Fischer                  | 6–4, 3–6, [10–5]    |